# Li Hui
Li Hui (12 febbraio 1960) è un ex calciatrice cinese, di ruolo centrocampista.